# Holmentornet

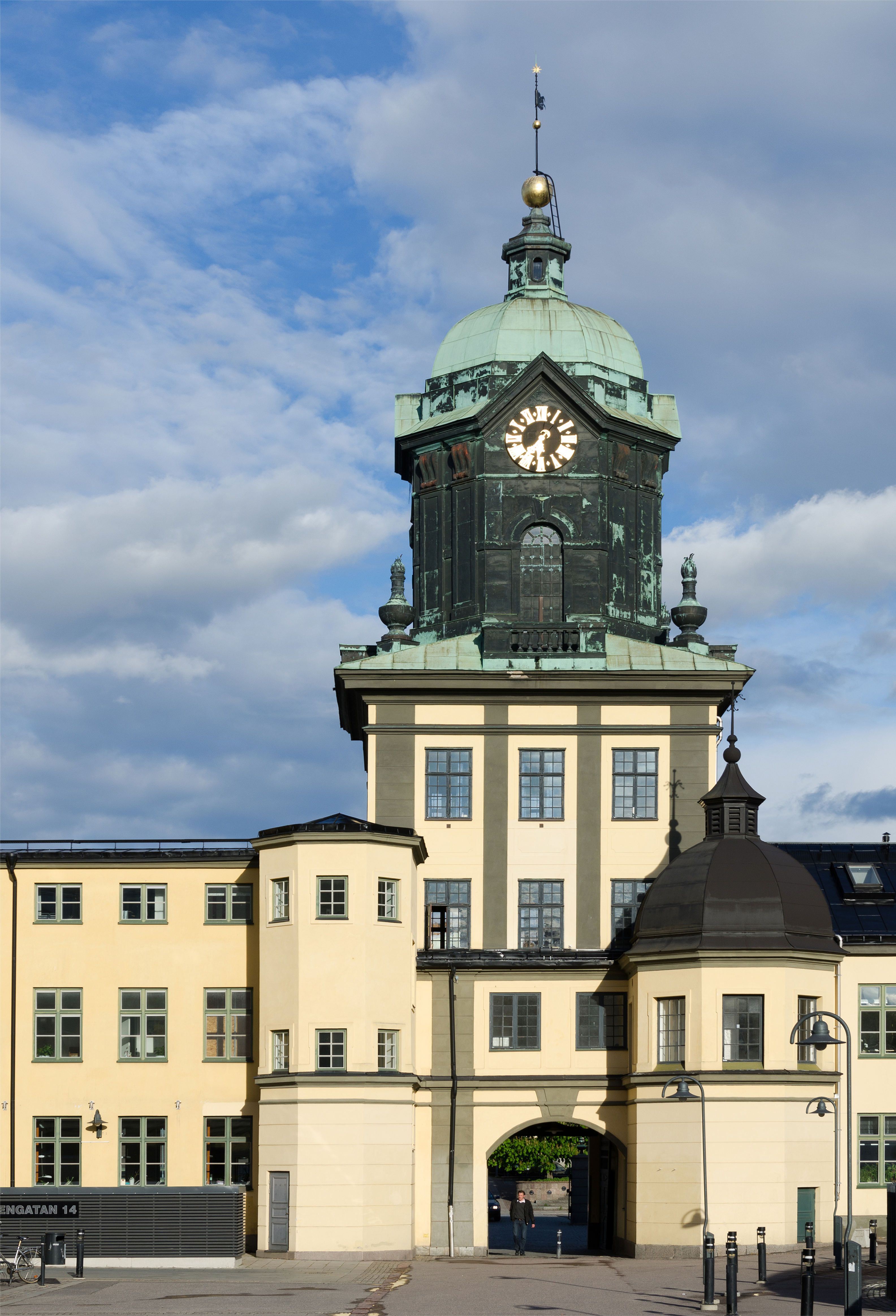
Holmentornet

Holmentornet är en byggnad i Industrilandskapet i centrala Norrköping som även är symbolen för Holmens Bruk och Norrköpings industriella arv.
Tornet har sin nuvarande utformning sedan 1750 då det återuppbyggdes (arkitekt Johan Georg Strubel) efter ryssarnas härjningar 1719 i staden under Stora nordiska kriget. Dess ursprungliga funktion var dels att tydligt avgränsa bruksområdet från övriga staden, dels inrymde det brukets kontor och arkiv.
Holmentornet är sedan 1990 ett byggnadsminne.